# Leonardo de Peñafiel
Leonardo de Peñafiel, né en 1597 à Riobamba (Vice-royauté du Pérou) et décédé le 2 novembre 1657 à Chuquisaca, est un jésuite péruvien.
Frère d'Alonso de Peñafiel, il entre également chez les Jésuites en 1614, puis enseigna à Cuzco et fut provincial du Pérou. On lui doit d'excellents cours de théologie.

## Œuvres

### Manuscrits
- Commentarii in Aristotelis metaphysicam (Colegio de San Pablo, Lima, 1632), Ms.

### Œuvres imprimées
- Tractatus et disputationes in primam partem Diui Thomae, 2 vol. (Lyon, 1663-66).
- Disputationes scholasticae, et morales de virtute fidei diuinae, deque infidelitate, haeresi, & poems haereticorum (Lyon, 1673).
- Tractatus de incarnatione verbi divini (Lyon, 1678).